# Публий Клелий Сикул
Публий Клелий Сикул (на латински: Publius Cloelius Siculus) e политик на Римската република през 4 век пр.н.е.
Публий произлиза от клон Сикул на патрицииската фамилия Клелии. Той е консулски военен трибун през 378 пр.н.е.